# موسی‌آباد (تربت جام)
موسی‌آباد روستایی در دهستان جلگه موسی‌آباد بخش مرکزی شهرستان تربت جام استان خراسان رضوی ایران است.

## جمعیت
بر پایه سرشماری عمومی نفوس و مسکن در سال ۱۳۹۵ جمعیت این روستا ۱٬۰۲۶ نفر (۲۸۵خانوار) بوده‌است.